# Sielsowiet Domaczewo
Sielsowiet Domaczewo (s. domaczewski, biał. Дамачаўскі сельсавет, ros. Домачёвский сельсовет) – sielsowiet na Białorusi, w obwodzie brzeskim, w południowo-zachodniej części rejonu brzeskiego. 
Siedzibą sielsowietu jest Domaczewo, osiedle typu miejskiego (городской посёлок), stąd jednostka podziału administracyjnego do 2013 r. nazywana była possowietem (поселковый совет). 
Leży przy granicy z Polską, przez co poprzez Bug graniczy na zachodzie z polskimi gminami Hanna i Sławatycze, leżącymi w województwie lubelskim. Na północy sąsiaduje z sielsowietem Znamienka, na wschodzie z rejonem małoryckim, a na południu z sielsowietem Tomaszówka.
W skład sielsowietu wchodzi 15 miejscowości:
| Polska nazwa miejscowości | Nazwa białoruska      | Nazwa rosyjska        | Typ jednostki osadniczej   |
| ------------------------- | --------------------- | --------------------- | -------------------------- |
| Domaczewo                 | Дамачава (Damaczawa)  | Домачёво (Domaczowo)  | osiedle typu miejskiego    |
| Bohdany                   | Багданы (Bahdany)     | Богданы (Bogdany)     | wieś                       |
| Borysy                    | Барысы (Barysy)       | Борисы (Borisy)       | wieś                       |
| Czersk                    | Чэрск                 | Черск                 | wieś                       |
| Dąbrówka                  | Дамброўка (Dambrouka) | Домбровка (Dombrowka) | chutor                     |
| Dubica                    | Дубіца                | Дубица                | wieś                       |
| Dubica                    | Дубіца                | Дубица                | osada wiejska (przysiółek) |
| Dubok                     | Дубок                 | Дубок                 | wieś                       |
| Huta                      | Гута (Huta)           | Гута (Guta)           | wieś                       |
| Kobełka                   | Кабелка (Kabiełka)    | Кобелка (Kobiełka)    | wieś                       |
| Leplówka                  | Леплеўка (Lepleuka)   | Леплевка (Leplewka)   | wieś                       |
| Lipinki                   | Ліпінкі               | Липинки               | wieś                       |
| Nowosady                  | Навасады (Nawasady)   | Новосады              | wieś                       |
| Podłuże                   | Падлужжа (Padłużża)   | Подлужье (Podłużje)   | wieś                       |
| Rudnia                    | Рудня                 | Рудня                 | wieś                       |
| Szykiele                  | Шыкілі (Szykili)      | Шикили (Szykili)      | wieś                       |

W okresie międzywojennym większość miejscowości sielsowietu należała do gminy Domaczewo, a niektóre do gminy Przyborowo w województwie poleskim II Rzeczypospolitej.
17 września 2013 r. decyzją obwodowej Rady Delegatów possowiet Domaczewo (Домачёвский поссовет) przemianowano na „sielsowiet Domaczewo” bez zmiany granic administracyjnych.